# Premio Internazionale di Poesia Nosside
Der Premio Internazionale di Poesia Nosside ist ein seit 1984 jährlich verliehener internationaler Lyrikpreis. Der Preis wird vom Centro Studi Bosio in Reggio Calabria (Italien) organisiert und veranstaltet.
Die Autoren können literarische Texte, geschrieben oder multimedial, in einer der fünf Hauptsprachen einreichen: Italienisch, Englisch, Französisch, Spanisch und Portugiesisch. Zugelassen sind außerdem alle Sprachen der Welt; wenn ein Text in einer anderen als in einer der fünf Hauptsprachen eingereicht wird, muss er von einer Übersetzung in einer der fünf Hauptsprachen begleitet werden. Zur Ausschreibung von 2007 wurden Gedichte in zweiundzwanzig Sprachen eingereicht.
Einer der 2007 ausgezeichneten Gewinnertexte wurde in der Sprache Kari'ña eines Amazonas-Indiovolkes verfasst.